# 名鉄レストラン
株式会社名鉄ミライート（めいてつミライート、英: MIRAEAT Co,.Ltd.）は、愛知県一宮市に本社を置く名鉄グループの飲食店運営会社。名古屋鉄道の完全子会社である。

## 概要
主に中京地区のサービスエリアのハイウェイレストランやハイウェイショップの運営、名古屋地区周辺のレストランの運営を行っている。
なお、中京地区を中心に運営しているにもかかわらず、東北自動車道国見サービスエリア下り線のみ東北地方で運営しているのは、かつて福島県に名鉄グループの磐梯グランドホテルがあったためで、磐梯グランドホテル系列が運営していた同エリアを当時の名古屋鉄道レストラン事業部が継承したものである。
また、新名神高速道路土山サービスエリアは天むす専門店「地雷也」のみの出店となっている。

## 沿革
- 1997年（平成9年）
  - 7月28日 - 名鉄レストラン設立。
  - 10月1日 - 名古屋鉄道からレストラン事業部門を引き継ぐ。
- 1999年（平成11年）12月1日 - メイフーズ設立。
- 2002年（平成14年） - 武豊パーキングエリア内の「レストイン武豊」を子会社の株式会社メイフーズへ営業移管。
- 2011年（平成23年） - 本社を名古屋市熱田区から現在地へ移転。
- 2023年 - 名鉄レストランとメイフーズを合併。

## 運営するSAPA・レストラン
- ラの壱
- 名鉄菜館（静岡県御殿場市）
- 日日包
- WUMEI
- 豚と粉
- 名神高速道路
  - 養老サービスエリア（下り線・岐阜県）
  - 多賀サービスエリア（上り線・滋賀県）
- 新名神高速道路
  - 土山サービスエリア（上下線・滋賀県）
- 中央自動車道
  - 恵那峡サービスエリア（下り線・岐阜県）
- 東北自動車道
  - 国見サービスエリア（下り線・福島県）
- 伊勢湾岸自動車道
  - 刈谷パーキングエリア（上り線・愛知県）
- 南知多道路
  - 武豊パーキングエリア（上り線・愛知県）- 2002年にメイフーズへ移管